# 貴宝院永稔 (医師)
貴宝院永稔（きほういん ながとし、1978年1月 - ）は、日本の医師である。専門は脳卒中、脊髄損傷等の再生医療、リハビリテーションである。

## 経歴
大阪明星中学を経て大阪明星高校を卒業した。大阪医科大学（現在の大阪医科薬科大学）に入学し、卒業後は同大学附属病院リハビリテーション科医局に入局した。
大阪医科大学附属病院入職後、研究テーマは一貫して神経障害の再生・神経障害のリハビリテーション・神経障害の再生医療に関するものである。
独立行政法人産業技術総合研究所にて2014年7月から再生医療の基礎実験技術を通じて臨床用細胞の製造技術を習得し、神経障害に対する従来の一般的な治療法及び細胞移植法の国内外の臨床応用例の報告から安全性・有効性について産業技術総合研究所研究職員と共に比較検討、研究を重ねた。 

### 職歴
2005年：大阪医科大学（リハビリテーション科）レジデント就任
2007年：大阪医科大学大学院医学部研究科入学 脳卒中に関する基礎研究を行う
2009年：医療法人伯鳳会はくほう会セントラル病院 入職
2011年：大阪医科大学大学院医学研究科卒業
2011年：大阪医科大学リハビリテーション医学教室非常勤医師
2014年：独立行政法人産業技術総合研究所にて神経再生医療に関する研究を行う
2018年：医療法人慶春会 福永記念診療所 部長に就任
2019年：ニューロテックメディカル株式会社 代表取締役就任
2020年：医療法人交和会 リブラささしまメディカルクリニック 部長に就任
2021年：医療法人慶春会 東京銀座福永クリニック院長に就任

## 研究活動
ニューロテックメディカル株式会社が有する『骨髄間葉系幹細胞が虚血性疾患に用いられる特許権（特許第4061487：平成14年11月出願）』の権利の下、株式会社ジャパン・ティッシュ・エンジニアリングで作製した自家骨髄由来間葉系幹細胞を、静脈内投与する研究として、株式会社ジャパン・ティッシュ・エンジニアリングと協同して『脳梗塞に対する自家骨髄由来間葉系幹細胞を用いた臨床研究』を計画し、蒲郡市民病院特定認定再生医療等委員会で認可を受け、その後、厚生労働省により受理された（計画番号 PB5160017）。
2024年7月1日より、ニューロテックメディカルと学校法人関西医科大学は、神経再生医療と同時リハビリテーション領域におけるエビデンス構築のため、共同研究を開始した。

### 主な研究
リニューロ治療
・骨髄由来間葉系幹細胞治療（特許登録4061487号）
・幹細胞点滴×神経刺激（特許登録7545714、世界14カ国PCT/JP2021/028420）
・幹細胞培養上清液、サイトカイン×神経刺激（特許登録、世界14カ国PCT/JP2021/043813）
リニューロバンク
・リニューロ治療用の、自己細胞の採取、バンキング制度を開始した
献細（KENSAI）制度
・破棄される運命にあるヒト組織を献細して頂く事で、臨床応用可能性を検証出来る制度を創設した
再生医療×リハビリテーション研究会
・再生医療×同時刺激、リハビリテーションに関して知識、技術研修、研究を目的として、川平和美先生（鹿児島大学名誉教授）とともに同学会を創設した。
専門医、専門療法士の育成、SaaS、AI開発を通して治療連携にも取り組んでいる。   

### 資格
医師免許
日本リハビリテーション医学会認定専門医
日本リハビリテーション医学会認定指導医
日本脳卒中学会認定脳卒中専門医

### 主な論文
Nagatoshi Kihoin, Kazunari Tanaka, Masaaki Okuno, Tadashi Okamoto, Ryuichi Saura. Exercise attenuates oxidative stress in patients with stroke. Neurology asia 21(1):7-16, 2016.
佐藤友治, 山口淳, 村尾浩, 田中一成, 服部智, 井元恵津子, 貴寶院永稔, 大西由香, 田井裕之. 一過性に左右の逆転視を呈した脳梗塞の1例. JOURNAL OF CLINICAL REHABILITATION 第16巻8号, 750-753頁, 2007年.
貴寶院永稔, 田中一成, 佐浦隆一. 当科における複合性局所疼痛症候群症例の疼痛予後調査. リハビリテーション科診療 第8巻, 12-16頁, 2008年.
Kazunari Tanaka, Koji Horaiya, Junya Akagi, Nagatoshi Kihoin. Timely manner application of hand orthoses to patients with amyotrophic lateral sclerosis: A case report. Prosthetics and Orthotics International 38:239-242, 2014.
貴寶院永稔, 山崎英智, 井元恵津子, 佐藤友治, 服部智, 田中一成, 村尾浩, 山口淳. 不完全な右同名半盲を伴う純粋失読を呈した脳梗塞の1例. リハビリテーション医学 第42巻, 794頁, 2005年. 

## メディア出演
2023年10月：日本テレビ「news every.」にて脳梗塞・脊髄損傷クリニック提携大阪院福永記念診療所で再生医療を受けた患者と治療の様子が紹介された。 
2024年6月14日：テレビ朝日「羽鳥慎一モーニングショー」に出演し、佐藤弘道の脊髄梗塞について医学的解説を行った。
2024年10月4日：テレビ朝日「羽鳥慎一モーニングショー」に2回目の出演。

### 監修・出版
2023年10月：イオンクレジットカード会報誌『mom（モム）』10月号のヘルスページにて「廃用症候群」についての記事を監修。
2025年：ぎょうけい新聞社より『信頼の主治医 明日の医療を支える信頼のドクター2025年版』に掲載。